# 汪深
汪深（15世紀—16世紀），字文淵，號毅齋，江西南昌府進賢縣中隅鄉人，明朝政治人物。

## 生平
汪深是弘治二年（1489年）己酉科江西鄉試舉人，授湖廣蘄水縣知縣。他個性慈祥，愛民如子，為政清廉剛正，當時縣內糧倉破舊無儲糧，他就日夜勸說富戶捐糧修理，一個月後六個倉庫完全修葺，兩年儲粟二萬斗，在荒年人民都依賴它們生存，同時他也在縣內修築堤壩和橋樑，又捐俸修理學宮，死後入祀當地名宦祠。

## 引用
1. 1 2  康熙《進賢縣志·卷十四·人物志一》：汪深，字文淵，號毅齋，七都人，弘治鄉舉，授湖廣蘄水知縣，清潔自守剛正有為，下車之初訪民瘼、革弊政，清虛糧四百餘石，建倉廒積穀備賑，他如築堰修橋、捐貲葺學，士民祠之名宦。
2. ↑  康熙《進賢縣志·卷十一·選舉志一》：鄉舉……弘治二年乙酉（己酉）汪俊榜……汪深 字文淵，號毅齋，七都人，蘄水知縣，見人物
3. ↑  光緒《蘄水縣志·卷六·職官志》：汪深，進賢舉人，宏治十七年知縣事，性慈惠，視民如子，先是倉無完堵，粟無儲石，深乃日夜心勸借富戶宥罪助修，旬月而六倉鼎然，兩載儲粟二萬，歲歉民賴以生。